# Outre-Mer 1ère
Réseau Outre-Mer 1ère (Outre-Mer 1ère) är ett nätverk av franska offentliga TV-kanaler som sänder program i Frankrikes utomeuropeiska områden. I nätverket ingår följande tre kanaler:
- [namn på departementet eller territoriet] 1ère
- France Ô – en satellitkanal som visar program från de olika utomeuropeiska departementen och territorierna. Den koncentrerar sig främst på franska fastlandet, men den går även att se i de olika Outre-Mer 1ère;
- Radio Ô